# وادي العضة (لودر)

تعديل مصدري - تعديل

وادي العضة هي إحدى قرى عزلة زارة بمديرية لودر التابعة لمحافظة أبين، بلغ تعداد سكانها 322 نسمة حسب تعداد اليمن لعام 2004.